# Euxoa aphe
Euxoa aphe là một loài bướm đêm trong họ Noctuidae.